# Anne Briscoe
Anne M. Briscoe (* 1. Dezember 1918 in New York City; † 16. April 2014 in Pinellas County) war eine US-amerikanische Biochemikerin und Aktivistin.

## Karriere
Briscoe absolvierte ihre Ausbildung am Vassar College und an der Adelphi University. Ihre Abschlussstudie verschob sie zunächst, um „die Jungs, die in der Wissenschaft versagt haben“ während des Zweiten Weltkriegs zu unterrichten. Im Anschluss promovierte sie an der Yale University im Jahr 1949 und unterrichtete in den Folgejahren am Columbia College of Physicians and Surgeons, der Hunter College School for Health Sciences und der Harlem Hospital Center School of Nursing.
Bei ihren Forschungen beschäftigte sie sich als Schwerpunkt mit dem Kalzium- und Magnesiumstoffwechsel des Menschen.
Briscoe war außerdem Aktivistin und setzte sich für die Rolle der Frauen in der Wissenschaft ein. So war sie Gründerin und von 1974 bis 1976 Präsidentin der Association for Women in Science, sie war darüber hinaus Mitglied der New York Academy of Sciences und Repräsentantin der Amerikanischen Frauen bei den Vereinten Nationen und zehn Jahre lang die Vize-Präsidentin der New York City Commission on the Status of Women.

## Auszeichnungen (Auswahl)
- 1989: Anthony Award der National Organization for Women[5]
- 1997: Wilbur Cross Medal der Yale University[6]

## Publikationen (Auswahl)
- Phenomenon of the Seventies: The Women's Caucuses. In: Signs: Journal of Women in Culture and Society. Band 4, Nr. 1, Oktober 1978, ISSN 0097-9740, S. 152–158, doi:10.1086/493576 (uchicago.edu [abgerufen am 23. November 2024]).
- Science and Gender: A Critique of Biology and Its Theories on Women. In: Sex Roles. Vol. 13, Nr. 3–4, August 1958, ISSN 0360-0025, S. 257 f. (englisch).
- Women Pursuing Careers: Successful Women In the Sciences. An Analysis of Determinants. Papers from a conference, New York, May 1972. Ruth B. Kundsin, Ed. New York Academy of Sciences, New York, 1973. 256 pp. Paper, $20. Annals of the New York Academy of Sciences, vol. 208.; Women and Success. The Anatomy of Achievement. Ruth B. Kundsin, Ed. Morrow, New York, 1974. 256 pp. $7.95. New edition of Successful Women in the Sciences. In: Science. Band 185, Nr. 4156, 20. September 1974, ISSN 0036-8075, S. 1040–1040, doi:10.1126/science.185.4156.1040-a (science.org).
- Kidney Hormones. In: American Scientist. Vol. 75, Nr. 6, 1987, ISSN 0003-0996, S. 639.